# Георгиевский, Дмитрий Исаевич
Дми́трий Иса́евич Георгиевский (псевд. Лавру́хин; 1897 — 24 февраля 1939, Ленинград, СССР) — русский и советский писатель.

## Биография
Родился в 1897 году в семье трубочиста и крестьянки. Работал слесарем на Балтийском, Шлиссельбургском и других заводах. В 1917 году вступил в РСДРП(б). Сражался против Колчака, был арестован белогвардейцами в Благовещенске. Был членом литературного объединения «Кузница», в декабре 1930 года вместе с другими членами этой группы вошёл в состав РАПП.
Умер в 1939 году. Похоронен на Литераторских мостках.

## Творчество
Публиковался в журналах «Пролетарский авангард» и «Ленинград».
Важнейшие произведения — «Повесть в очерках» (ряд очерков о «социалистической стройке» и «перековки человека в процессе этой стройки») и «По следам героя» (1930; попытка показать многообразие рабочего класса). В своих произведениях поднимает ряд актуальных проблем: увеличение производительности труда, взаимоотношения рабочих со специалистами, взаимоотношения новых специалистов со старыми, и т. д.
Вторая книга — «Речь по поводу» (1931) — сборник рассказов на бытовую тематику.
Автор произведений «Хозяин» («Звезда», 1936, № 1—3), «Дед Черномор» («Звезда», 1937, № 1), «Нейтралитет» («Литературный современник», 1937, № 11).